# Curt Wittlin
Curt Joseph Wittlin (Reinach, 13 aprile 1941 – Tortosa, 23 settembre 2019) è stato un filologo e linguista svizzero, esperto della lingua e della letteratura catalana medievale.

## Biografia
Studiò filologia romanza a Basilea con Germà Colon, avendo anche modo di soggiornare a Parigi, Firenze e presso l'Università di Barcellona: si laureò nel 1965 con una tesi sulla traduzione catalana del Tesoro di Brunetto Latini da Guillem de Copons. Nel 1967 si stabilì in (Canada), dove fu nominato professore di filologia romanza e linguistica storica presso l'Università del Saskatchewan. 
Si specializzò nella traduzione di edizioni medievali europee, ma anche di testi di Cicerone, sant'Agostino, Giovanni del Galles ed altri. Lavorò su Ramon Llull e sulla storia delle biblioteche medievali catalane, concentrando ad un certo punto la sua attenzione sull'autore Francesc Eiximenis, dedicandogli studi e articoli: inoltre la maggior parte delle edizioni moderne delle opere di Francesc Eiximenis sono state tradotte principalmente proprio da Curt Wittlin. 
Dal 1990 al 1993 fu presidente della Società Catalana dell' America del Nord. Nel 1997 venne nominato membro dell'Institut d'Estudis Catalans e nel 2000 ricevette la Croce di San Giorgio, un'onorificenza concessa dal governo autonomo catalano.

## Opere
- Lo llibre de les dones de Francesc d'Eiximenis (1980) in collaborazione con F. Naccarato.
- Repertori d'expressions multinominals i de grups de sinònims en traduccions catalanes antigues (premio Nicolau d'Olwer, 1989).
- La geometria secreta del tapís de Girona in Revista de Girona, 1991.
- De la traducció literal a la creació literària (premio Serra d'Or 1996).
- Entorn de les edicions de textos medievals in Estudis Romànics, 2004.